# 대한민국 헌법 제3조
대한민국 헌법 제3조는 대한민국의 영토를 규정한 대한민국 헌법의 조항이다.
헌법 제3조의 본문은 다음과 같다.
대한민국의 영토는 한반도와 그 부속도서로 한다.

## 내용
- 영토의 범위를 한반도 전체와 부속도서(附屬島嶼)로 규정.
- 대한민국의 영토는 대한제국의 영토를 기초로 확정되었으며, 대한민국은 이 지역에서 대한제국의 정통성을 계승하는 유일한 국가임을 내세우는 의미를 갖는다.
- 영토의 범위를 확정함으로써 이 이상의 영토적 야심이 없음을 간접적으로 천명한다.

## 주요 판례

### 한일어업협정 사건
- 대한민국의 헌법재판소는 대한민국과일본국간의어업에관한협정비준등 위헌확인 소송에서 “헌법 제3조의 영토조항은 우리나라의 공간적인 존립기반을 선언하는 것인바, 영토변경은 우리나라의 공간적인 존립기반에 변동을 가져오고, 또한 국가의 법질서에도 변화를 가져옴으로써, 필연적으로 국민의 주관적 기본권에도 영향을 미치지 않을 수 없는 것이다. 이러한 관점에서 살펴본다면, 국민의 개별적 기본권이 아니라 할지라도 기본권보장의 실질화를 위하여서는, 영토조항만을 근거로 하여 독자적으로는 헌법소원을 청구할 수 없다할지라도, 모든 국가권능의 정당성의 근원인 국민의 기본권 침해에 대한 권리구제를 위하여 그 전제조건으로서 영토에 관한 권리를, 이를테면 영토권이라 구성하여, 이를 헌법소원의 대상인 기본권의 하나로 간주하는 것은 가능한 것으로 판단된다”고 판시한 바 있다.[1]

- 대한민국의 대법원은 “남조선과도정부법률 제11호 국적에관한임시조례 제2조 제1호는 조선인을 부친으로 하여 출생한 자는 조선의 국적을 가지는 것으로 규정하고 있고, 제헌헌법은 제3조에서 대한민국의 국민되는 요건을 법률로써 정한다고 규정하면서 제100조에서 현행 법령은 이 헌법에 저촉되지 아니하는 한 효력을 가진다고 규정하고 있는바, 원고는 조선인인 위소외 1을 부친으로 하여 출생함으로써 위 임시조례의 규정에 따라 조선국적을 취득하였다가 1948. 7. 17. 제헌헌법의 공포와 동시에 대한민국 국적을 취득하였다 할 것이고, 설사 원고가 북한법의 규정에 따라 북한국적을 취득하여 1977. 8. 25. 중국 주재 북한대사관으로부터 북한의 해외공민증을 발급받은 자라 하더라도 북한지역 역시 대한민국의 영토에 속하는 한반도의 일부를 이루는 것이어서 대한민국의 주권이 미칠 뿐이고, 대한민국의 주권과 부딪치는 어떠한 국가단체나 주권을 법리상 인정할 수 없는 점에 비추어 볼 때 이러한 사정은 원고가 대한민국 국적을 취득하고, 이를 유지함에 있어 아무런 영향을 끼칠 수 없다고 판단하였다”고 판시하였다.[2]

- 대법원은 “(헌법 제3조의) 법리상 이 지역에서는 대한민국의 주권과 부딪치는 어떠한 국가단체도 인정할 수가 없는 것이므로, 비록 북한이 국제사회에서 하나의 주권국가로 존속하고 있고, 우리정부가 북한 당국자의 명칭을 쓰면서 정상회담 등을 제의하였다 하여 북한이 대한민국의 영토고권을 침해하는 반국가단체가 아니라고 단정할 수 없다”고 판시하였다.[3](※ 괄호는 편집자 주)

- 북한은 대화와 협력의 동반자임과 동시에 반국가단체라는 성격도 함께 갖고 있다.[4]

- 남북합의서는 일종의 공동성명 또는 신사협정에 준하는 성격을 가지고 있다.[5]

## 같이 보기
- 대한민국 헌법 제1장
- 남북통일
- 한반도
- 영토권
- 조선민주주의인민공화국
- 남북 기본합의서
- 접속수역
- 배타적 경제수역
- 영공
- 무해항공권
- 국가보안법
- 남북교류협력에관한법률
- 영해및접속수역법
- 서해 북방한계선
- 남북 관계